# Municipio de Toisnot
El municipio de Toisnot (en inglés: Toisnot Township) es un municipio ubicado en el  condado de Wilson en el estado estadounidense de Carolina del Norte. En el año 2010 tenía una población de 5.462 habitantes.

## Geografía
El municipio de Toisnot se encuentra ubicado en las coordenadas 35°48′13.56″N 77°50′37.93″O / 35.8037667, -77.8438694.